# Buczyna Janinowska
Buczyna Janinowska este o arie protejată (sit de importanță comunitară — SCI) din Polonia întinsă pe o suprafață de 528,96 ha, integral pe uscat.

## Localizare
Centrul sitului Buczyna Janinowska este situat la coordonatele 51°51′01″N 19°41′08″E / 51.8503°N 19.6856°E.

## Înființare
Situl Buczyna Janinowska a fost declarat sit de importanță comunitară în octombrie 2009 pentru a proteja 3 specii de animale.

## Biodiversitate
Situată în ecoregiunea continentală, aria protejată conține 3 habitate naturale: Păduri de fag Luzulo-Fagetum, Păduri de stejar și carpen Galio-Carpinetum, Păduri aluvionare cu Alnus glutinosa și Fraxinus excelsior (Alno-Padion, Alnion incanae, Salicion albae).
La baza desemnării sitului se află mai multe specii protejate:
- amfibieni (1): triton cu creastă (Triturus cristatus)
- mamifere (2): liliac cârn (Barbastella barbastellus), liliac comun (Myotis myotis)

Pe lângă speciile protejate, pe teritoriul sitului au mai fost identificate 6 specii de mamifere.